# Нежно шапиче
Нежното шапиче (Alchemilla gracilis) е вид растение, принадлежащо към семейство Розови. Включено е в списъка на лечебните растения съгласно Закона за лечебните растения.
Видът е разпространен в Европа.